# Каштаньейра (Могадору)
Каштаньейра (порт. Castanheira) — район (фрегезия) в Португалии, входит в округ Браганса. Является составной частью муниципалитета Могадору. По старому административному делению входил в провинцию Траз-уж-Монтиш и Алту-Дору. Входит в экономико-статистический субрегион Алту-Траз-уш-Монтеш, который входит в Северный регион.
Население составляет 102 человека на 2001 год. Занимает площадь 14,21 км².